# Agrotis subspinifera
Agrotis subspinifera là một loài bướm đêm trong họ Noctuidae.